# Ägyptische Davis-Cup-Mannschaft
Die ägyptische Davis-Cup-Mannschaft ist die Tennisnationalmannschaft Ägyptens.

## Geschichte
1929 nahm Ägypten erstmals am Davis Cup teil. Zweimal erreichte die Mannschaft das Halbfinale der Europa/Afrika-Gruppenzone I: 1982 und 1985. Erfolgreichster Spieler ist Karim Maamoun, der in 31 Partien insgesamt 30 Spiele gewinnen konnte, davon 19 im Einzel und 11 im Doppel. Er ist außerdem Rekordspieler seines Landes.